# Santuario de las tres Galias

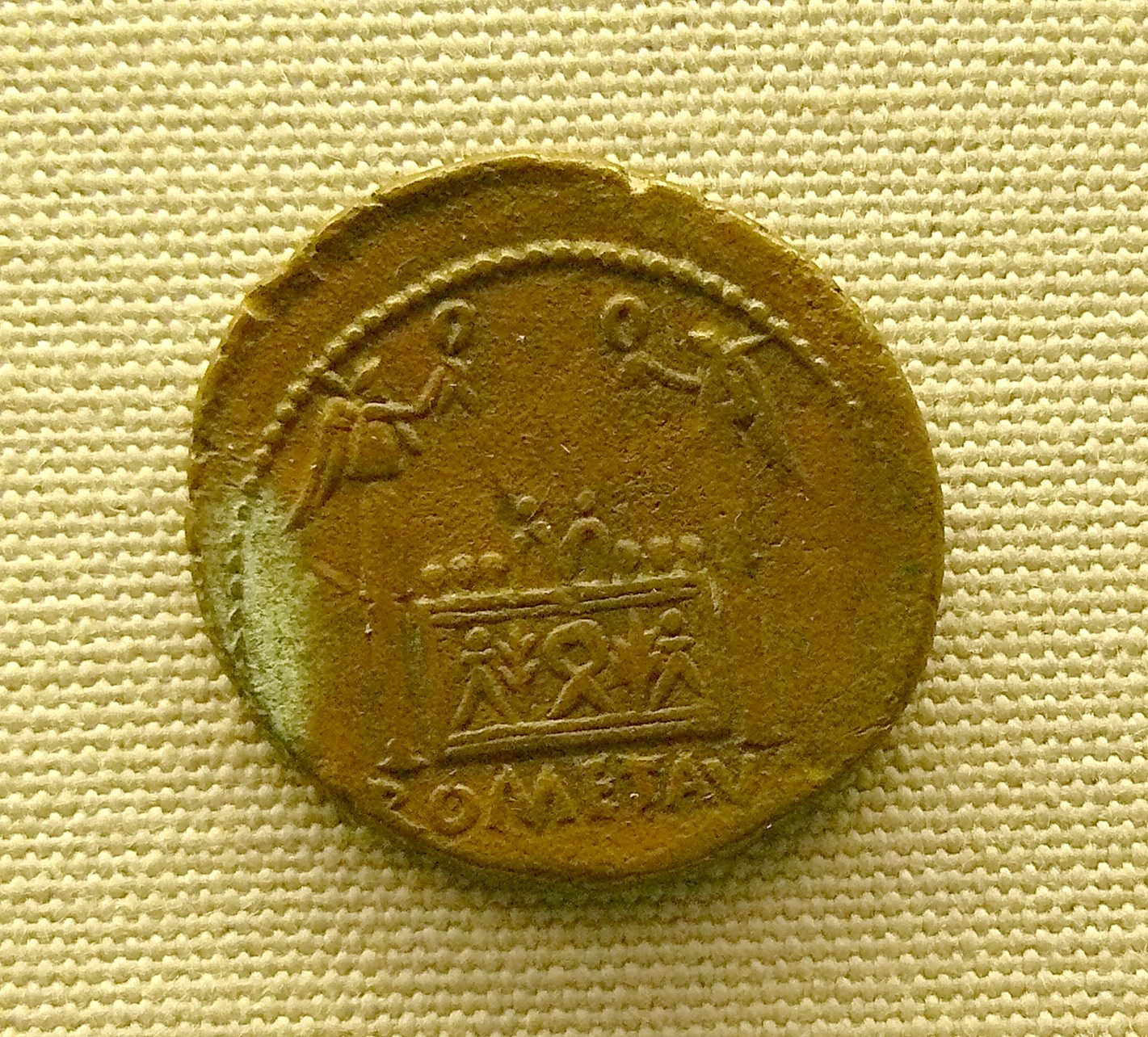
Dupondius de bronce de la época de Augusto aculada en Lungdunum en cuyo reverso aparece la referencia al santuario de las tres Galias.

El santuario de las tres Galias (en latín Ara trium Galliarum) fue la estructura focal dentro de un complejo administrativo y religioso establecido por Roma a finales del siglo I a. C. en Lugdunum (actual Lyon, Francia). Su institución sirvió para federalizar y romanizar la Galia Comata como una provincia imperial bajo el mandato de Augusto, después de la guerra de las Galias concluida por Julio César. El desarrollo distintivo galorromano del santuario imperial y su complejo circundante están bien atestiguados por la evidencia literaria, epigráfica, numismática y arqueológica.

## Fundación y función
El santuario de culto imperial en Lugdunum fue la institución más antigua e importante de su tipo en el imperio romano de Occidente. Su establecimiento en la unión de tres nuevas provincias imperiales, más tarde conocidas colectivamente como las tres Galias, encarnaba una política de asentamiento militar, civil y religioso integrado entre las inestables provincias occidentales del recién establecido Principado. Lugdunum proporcionó una base centralizada y permanente para los cargos de gobernador imperial de las tres Galias: Aquitania, Bélgica y Lugdunensis, y una planta anual, de estilo romano concilium (consejo) por sus élites provinciales, sobre la base de las prácticas políticas y religiosas galas existentes. El desarrollo monumental, íntegramente romano, del santuario y de sus edificios aledaños proporcionó un contexto para la aculturación de un nuevo gobierno romano-galo bajo la Pax Romana, en el que el ejército romano mantuvo una presencia local relativamente discreta.
Como hijastro de Augusto, Druso representaba a la familia imperial y, como gobernador provincial, también era augur. El día en que se inauguró el santuario, el 1 de agosto del año 12 a. C. -o 10 a. C.-, fue importante tanto para los romanos como para los galos. El mes agosto, anteriormente Sextilis en el calendario romano, había sido renombrado en honor de Augusto, y sus calendas fueron particularmente auspiciosas como el aniversario de su victoria en Alejandría. En el calendario galo-celta, ese mismo día era sagrado para el dios Lug, deidad que pudo ser venerado en la colina Fourvière en Lugdunum, aunque no se ha encontrado ningún templo que certifique dicho pensamiento. Una fundación (o una inauguración) en el año 12 a. C. habría coincidido con la asunción de cargo de Augusto como pontifex maximus. El altar estaba dedicado a la diosa Roma y a Augusto, y su primer sumo sacerdote fue Cayo Julio Vercondaridubno, un galo del pueblo de los heduos. Su nombre indicaba tanto su ciudadanía romana como sus orígenes galos.
Druso invitó a 60 delegados aristocráticos a la ceremonia de apertura como representantes de las tres Galias. Se presume que estos fueron los primeros miembros del concilium Galliarum oficial. El oficio de sacerdote requería contar con la ciudadanía romana, pero el concilio temprano combinaba ciudadanos y no ciudadanos romanos. Los sacerdotes habrían sido una persona de gran importancia dentro del concilium Galliarum.

## Santuario
El santuario estaba ubicado en la ladera de la Croix Rousse. El primer y principal altar se pudo reconstruir a partir de textos y representaciones numismáticas. El geógrafo Estrabón llegó a describirlo.

[Lugdunum] es la más poblada de todas las ciudades de los celtas, excepto Narbo; porque no solo la gente lo usa como un emporio, sino que los gobernadores romanos acuñan su dinero allí, tanto la plata como el oro. El templo que fue dedicado al César Augusto por todos los galos en común está situado frente a esta ciudad en la unión de los ríos. Y en él hay un altar notable, con una inscripción de los nombres de las tribus, sesenta en número, y también imágenes de estas tribus, una de cada tribu, y también otro gran altar.
Estrabón. Geografía.

Duncan Fishwick sugiere que las imágenes, estatuas de bronce, y las inscripciones del relato de Estrabón son adiciones estilísticas realizadas tiempo después de su inauguración. El monumental altar y su base de 50 metros fueron realizados en mármol. Estaba flanqueado por dos victorias aladas de bronce, sosteniendo palmeras y coronas de oro, de pie sobre capiteles jónicos, colocadas en columnas que se suponía eran la fuente posterior de los cuatro pilares del cruce del crucero de la basílica de Saint-Martin d'Ainay. Estos fueron hechos de dos pilares más largos de sienita egipcia, recuperados en el siglo XI y serrados por la mitad. El altar abierto parece haber sido reconstruido, o adaptado, como un templo cubierto en el año 121, bajo el emperador Adriano. El altar más grande fue el foco de culto al emperador viviente y a la diosa Roma.